# Jakub Vaněk
Jakub Vaněk (* 28. März 1991) ist ein aus Tschechien stammender ehemaliger Handballspieler.

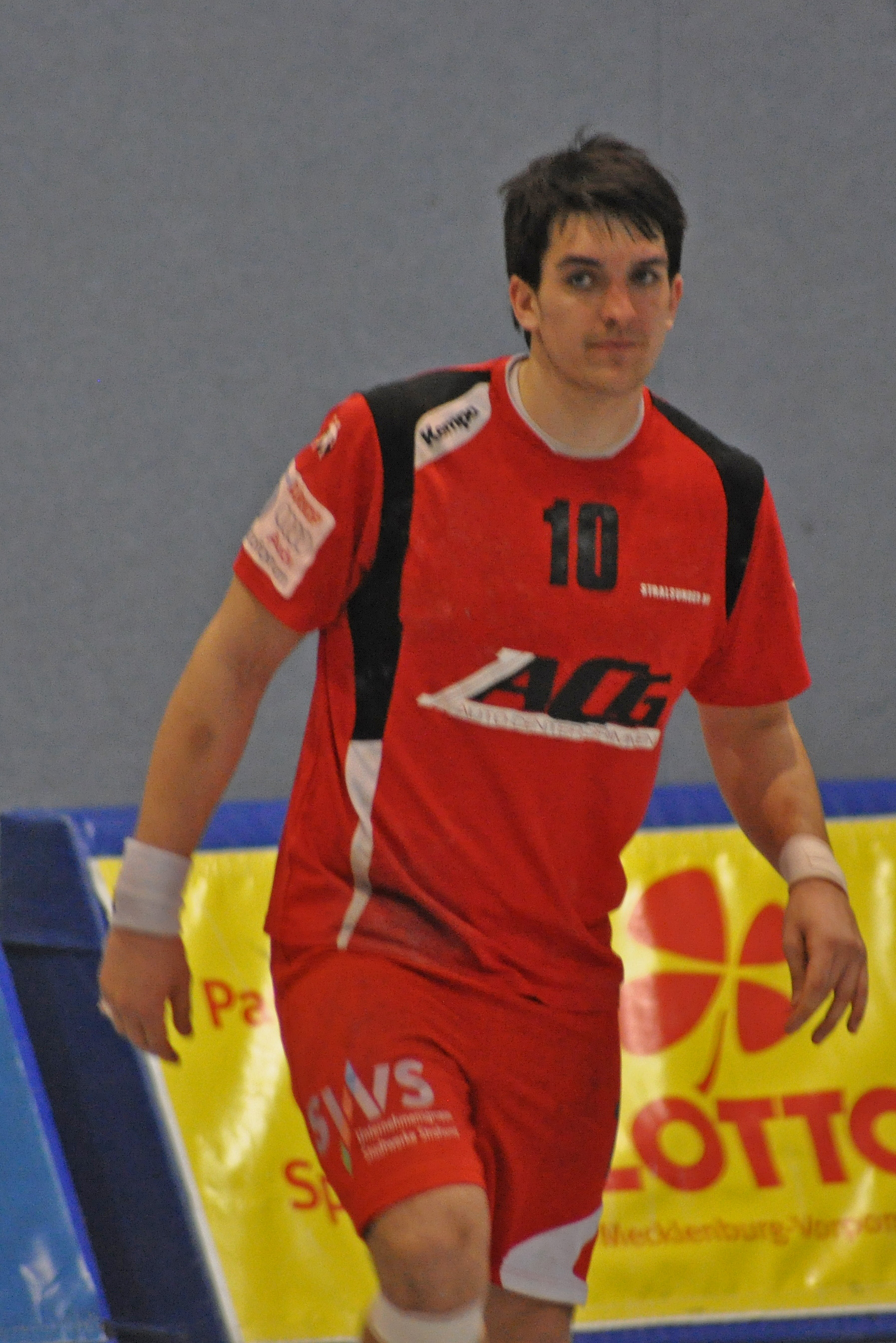
Jakub Vaněk (2013)

Vaněk, dessen Vater Zdeněk Vaněk ebenfalls ein erfolgreicher Handballspieler war, spielte beim ThSV Eisenach in der A-Jugend in der Regionalliga und bei der 2. Männer-Mannschaft in der Oberliga Thüringen. Von 2002 bis 2005 spielte er bei der Jugend des Stralsunder HV. Zur Saison 2009/2010 plante der 1,97 Meter große Rückraumspieler Vaněk einen Wechsel zum von seinem Vater trainierten Stralsunder HV. Aufgrund des Lizenzentzuges für den Stralsunder HV wurde der Vertrag rückgängig gemacht; Jakub Vaněk wechselte zum SV Post Schwerin. Für Post Schwerin lief Vaněk in der 2. Bundesliga auf. Im März 2012 unterschrieb er einen Vertrag beim Stralsunder HV.
Im Sommer 2020 musste er verletzungsbedingt seine Karriere beenden.
Jakub Vaněk gehörte zum Kader der tschechischen A-Jugend-Nationalmannschaft.

## Belege
1. ↑  Steckbrief auf www.thsv-eisenach.de (Seite nicht mehr abrufbar, festgestellt im April 2018. Suche in Webarchiven)  Info: Der Link wurde automatisch als defekt markiert. Bitte prüfe den Link gemäß Anleitung und entferne dann diesen Hinweis.
2. ↑  „Zwei Eisenacher Youngstars wechseln nach Schwerin“, sv-post-schwerin.de, 7. Juli 2009
3. ↑  mz.de: Handball: Aschersleben verliert deutlich gegen Post Schwerin, abgerufen am 31. August 2021
4. ↑  carlluis.de: HC Empor Rostock - SV Post Schwerin, abgerufen am 31. August 2021
5. ↑  Pressemitteilung auf www.stralsunder-hv.de, 8. März 2012
6. ↑  handball-world.news: Schock für Stralsunder HV: Identifikationsfigur muss Karriere nach Verletzung beenden, abgerufen am 4. September 2020
7. ↑  „Handballtalent Jakub Vanek folgt seinem Vater nach Stralsund“, 2. April 2009, www.thsv-eisenach.de (Seite nicht mehr abrufbar, festgestellt im April 2018. Suche in Webarchiven)  Info: Der Link wurde automatisch als defekt markiert. Bitte prüfe den Link gemäß Anleitung und entferne dann diesen Hinweis.

| Personendaten    | Personendaten                 |
| ---------------- | ----------------------------- |
| NAME             | Vaněk, Jakub                  |
| KURZBESCHREIBUNG | tschechischer Handballspieler |
| GEBURTSDATUM     | 28. März 1991                 |